# ميخايلو بيليبوفيتش كرافتشوك
ميخايلو بيليبوفيتش كرافتشوك (بالألمانية: Mychajlo Pylypowytsch Krawtschuk، بالأوكرانية: Миха́йло Пили́пович Кравчу́к، بالإنجليزية: Mykhailo Pylypovych Kravchuk أو Krawtchouk، بالروسية: Михаи́л Фили́ппович Кравчу́к، بالفرنسية: Mykhaïlo Pylypovytch Kravtchouk) (27 سبتمبر 1892- 9 مارس 1942)، كان عالم رياضيات سوفيتي أوكراني. ألف حوالي 180 مقالة في الرياضيات.
شغل كرافتشوك منصب أستاذ الرياضيات في الجامعة التقنية الوطنية البوليتكنيك. كان من بين المستمعين لدوراته التدريبية سيرجي كوروليوف وميخالوفيتش ليولكا وفلاديمير تشيلومي، مصممي الصواريخ والمحركات النفاثة الرائدين في المستقبل. في 23 فبراير 1938، ألقت الشرطة السرية السوفيتية القبض على كرافتشوك بتهم سياسية وتجسس. حُكم عليه بالسجن لمدة 20 عامًا في سبتمبر 1938. في 9 مارس 1942، توفي كرافتشوك في معسكر جولاج. في سبتمبر 1956، تمت تبرئة كرافتشوك بعد وفاته من جميع التهم.